# Robert Russell Newton
Pour les articles homonymes, voir Newton.
Robert Russell Newton (7 juillet 1918 - 2 juin 1991) était un historien de l'astronomie américain ayant passé la majeure partie de sa carrière universitaire à l'Université Johns-Hopkins.

## Travaux académiques
Auteur de cinq monographies, dont une en deux volumes, sa réalisation la plus connue concerne la démonstration d'une possible fraude scientifique de grande ampleur dont se serait rendu coupable l'astronome de la Grèce antique Claude Ptolémée qui n'aurait pas, contrairement à ses dires, mesuré nombre de positions d'astres, mais utilisé des tables préexistantes pour déduire leur position théorique, tout en s'en attribuant la mesure. Ce travail, fruit de longues recherches, a été résumé dans un ouvrage au nom évocateur, The Crime of Claudius Ptolemy (« Le crime de Claude Ptolémée »).
Le reste des travaux de R. R. Newton s'attache principalement à déterminer divers contraintes astronomiques qui peuvent être tirées de données issues de documents histiques remontant jusqu'à l'Antiquité. Ces recherches l'ont amené à trouver nombre de documents historiques témoignant d'observation de divers phénomènes astronomiques à travers les âges.

### «Le Crime de Claude Ptolémée»
La thèse de Newton expliquerait par exemple un biais connu de longue date dans les longitudes des étoiles mentionnées par Ptolémée dans son Almageste : celles-ci diffèrent systématique d'en moyenne de 1,1 degré par rapport aux positions qu'aurait dû mesurer Ptolémée. R. R. Newton explique cette situation en remarquant qu'elle s'est inévitablement produite si Ptolémée a pris les positions d'étoiles déterminées 265 ans plus tôt par Hipparque, et corrigées celles-ci de la précession des équinoxes, connue d'Hipparque, mais dont il avait mal évalué l'amplitude, estimant celle-ci à un degré par siècle au lieu de 1,4 degré. Les données de Ptolémée s'expliquent aisément si l'on suppose qu'il a simplement modifié les données d'Hipparque en les corrigeant de la valeur sous-évaluée pour la précession (2,65 degrés en 265 ans), alors qu'en réalité la variation aurait dû être de 3,7 degrés (2,65 × 1,4), soit environ 1,1 degré de plus. 

### Un style controversé
L'ensemble de ces travaux est présenté dans un style controversé, R. R. Newton s'exprimant souvent à la première personne et investiguant les documents historiques sous un œil extrêmement critique, qui l'amènent à considérer que la majeure partie d'entre eux sont inutilisables car trop imprécis, voire falsifiés (voir ci-dessus). Ses commentaires envers les auteurs de ces documents sont souvent peu amènes, tout comme les commentaires qu'il fait de ses pairs quand ceux-ci ne partagent pas son analyse. Les critiques de ses ouvrages pointent (et déplorent) ce style qui relève plus de celui d'un avocat général que d'un historien, tout en reconnaissant la somme remarquable de documents mis à jour et analysés par Newton.